# Nannomesochra zavodniki
Nannomesochra zavodniki är en kräftdjursart som beskrevs av Petkovski och Apostolov 1974. Nannomesochra zavodniki ingår i släktet Nannomesochra och familjen Canthocamptidae. Inga underarter finns listade i Catalogue of Life.